# Smarchowice Śląskie
Smarchowice Śląskie (niem. Windisch Marchwitz) – wieś w Polsce położona w województwie opolskim, w powiecie namysłowskim, w gminie Namysłów.
W latach 1975–1998 miejscowość administracyjnie należała do ówczesnego województwa opolskiego.

## Nazwa
Miejscowość do 1945 r. nosiła niemiecką nazwę Windisch Marchwitz, w dziewiętnastowiecznych źródłach zapisywaną w języku polskim jako Fałdrychowski Smarchów, Wałdrychowski Smarchów, a także Powietrzny Smarchów. 

## Zabytki
Do wojewódzkiego rejestru zabytków wpisany jest kościół ewangelicki, obecnie rzym.-kat. fil. pw. Świętego Krzyża, drewniany, z pocz. XVIII w., wypisany z księgi rejestru.